# Argancinas (Tineo)
Argancinas es una casería perteneciente a la parroquia de Sorriba, en el concejo de Tineo, comarca del Narcea, Principado de Asturias, España.